# Чинечай
Чинечай (Чине, тур. Çine Çayı) — река в Турции, левый приток реки Большой Мендерес (Меандр). Берёт исток у города Ятаган (Ахикёй) под названием Ахикёй (Ahıköy Çayı). На правом берегу, у подножья хребта Мадранбаба находится город Чине. Впадает в Большой Мендерес южнее города Айдын (Траллы).
В античности известна как Марсий (др.-греч. Μαρσύας, лат. Marsyas). По Геродоту текла из области Идриады (др.-греч. Ιδριάς, Стратоникея). Протекала мимо древнего города Алабанда.

## ГЭС Чине
На реке у деревни Сёгютджюк построена плотина высотой 137 м. Гидроэлектростанция введена в эксплуатацию в апреле 2019 года. Установленная мощность 46,26 МВт. Годовая выработка 70 ГВт⋅ч. ГЭС управляется компанией Melden Enerji.